# Wielki Gatsby (film 1974)
Wielki Gatsby (The Great Gatsby) – amerykański melodramat z 1974 roku. Jest to trzecia adaptacja powieści pod tym samym tytułem amerykańskiego pisarza F. Scotta Fitzgeralda.

## Główne role
- Robert Redford - Jay Gatsby
- Mia Farrow - Daisy Buchanan
- Bruce Dern - Tom Buchanan
- Karen Black - Myrtle Wilson
- Scott Wilson - George Wilson
- Sam Waterston - Nick Carraway
- Lois Chiles - Jordan Baker
- Howard Da Silva - Meyer Wolfsheim
- Roberts Blossom - Pan Gatz

## Nagrody i nominacje

### Oscary za rok 1974
- Najlepsze kostiumy - Theoni V. Aldredge
- Najlepsza muzyka z piosenkami i/lub najtrafniejsza adaptacja - Nelson Riddle

### Złote Globy 1974
- Najlepsza aktorka drugoplanowa - Karen Black
- Najlepszy aktor drugoplanowy - Bruce Dern (nominacja)
- Najlepszy aktor drugoplanowy - Sam Waterston (nominacja)
- Odkrycie roku - aktor - Sam Waterston (nominacja)

### Nagrody BAFTA 1974
- Najlepsze zdjęcia - Douglas Slocombe
- Najlepsza scenografia - John Box
- Najlepsze kostiumy - Theoni V. Aldredge